# Gonzalagunia mollis
Gonzalagunia mollis är en måreväxtart som beskrevs av Richard Spruce och Karl Moritz Schumann. Gonzalagunia mollis ingår i släktet Gonzalagunia och familjen måreväxter. IUCN kategoriserar arten globalt som akut hotad. Inga underarter finns listade i Catalogue of Life.